# Rinnovamento Italiano
Rinnovamento Italiano (RI) var ett liberalkonservativt politiskt parti i Italien. Partiet bildades 1995 och anslöt sig till Romano Prodis Olivträdsalliansen. I början av 2000-talet anslöt sig partiet till Prästkragen och upplöstes därmed.